# Passievrucht
Een passievrucht of markieza of markoesa (Portugees: maracujá, Spaans: maracuyá) is een vrucht afkomstig van passiebloemen.
De eetbare vruchten, die op grotere schaal worden gekweekt, komen van de soorten:
- Passiflora edulis forma edulis (paarse passievrucht, paarse granadilla, passievrucht)
- Passiflora edulis forma flavicarpa (gele passievrucht, gele granadilla, passievrucht)
- Passiflora laurifolia (paramarkoesa, markoesa)
- Passiflora ligularis (zoete granadilla, zoete passievrucht)
- Passiflora quadrangularis (reuzengranadilla, grote markoesa)
- Passiflora tarminiana (curuba, tacso, taxo, bananenpassievrucht)
- Passiflora tripartita var. mollissima (curuba)

Andere soorten met eetbare vruchten zijn:
- Passiflora caerulea (blauwe passiebloem)
- Passiflora incarnata
- Passiflora alata
- Passiflora foetida
- Passiflora herbertiana
- Passiflora serratifolia
- Passiflora vitifolia

## Afbeeldingen van passievruchten

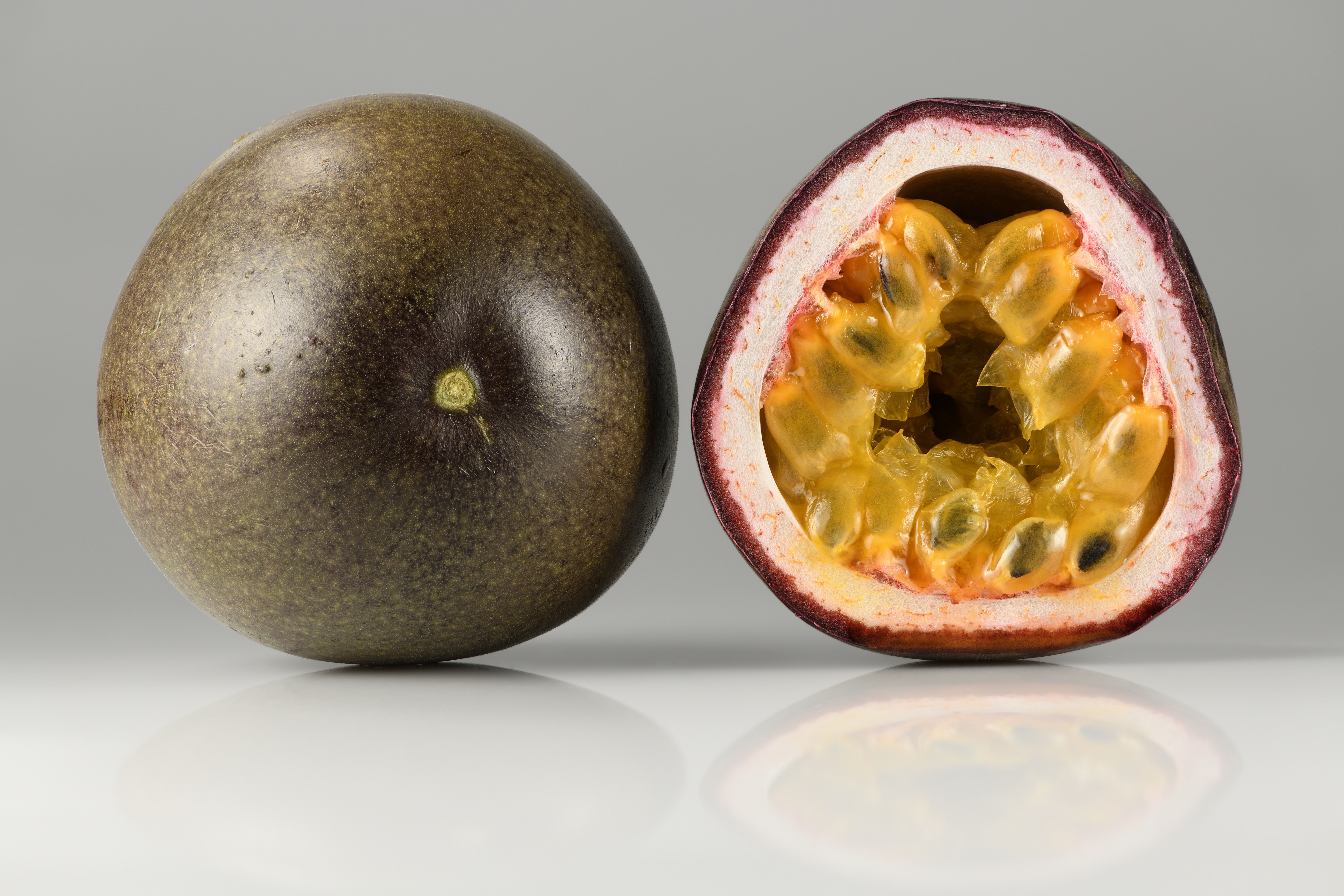
Passiflora edulis forma edulis
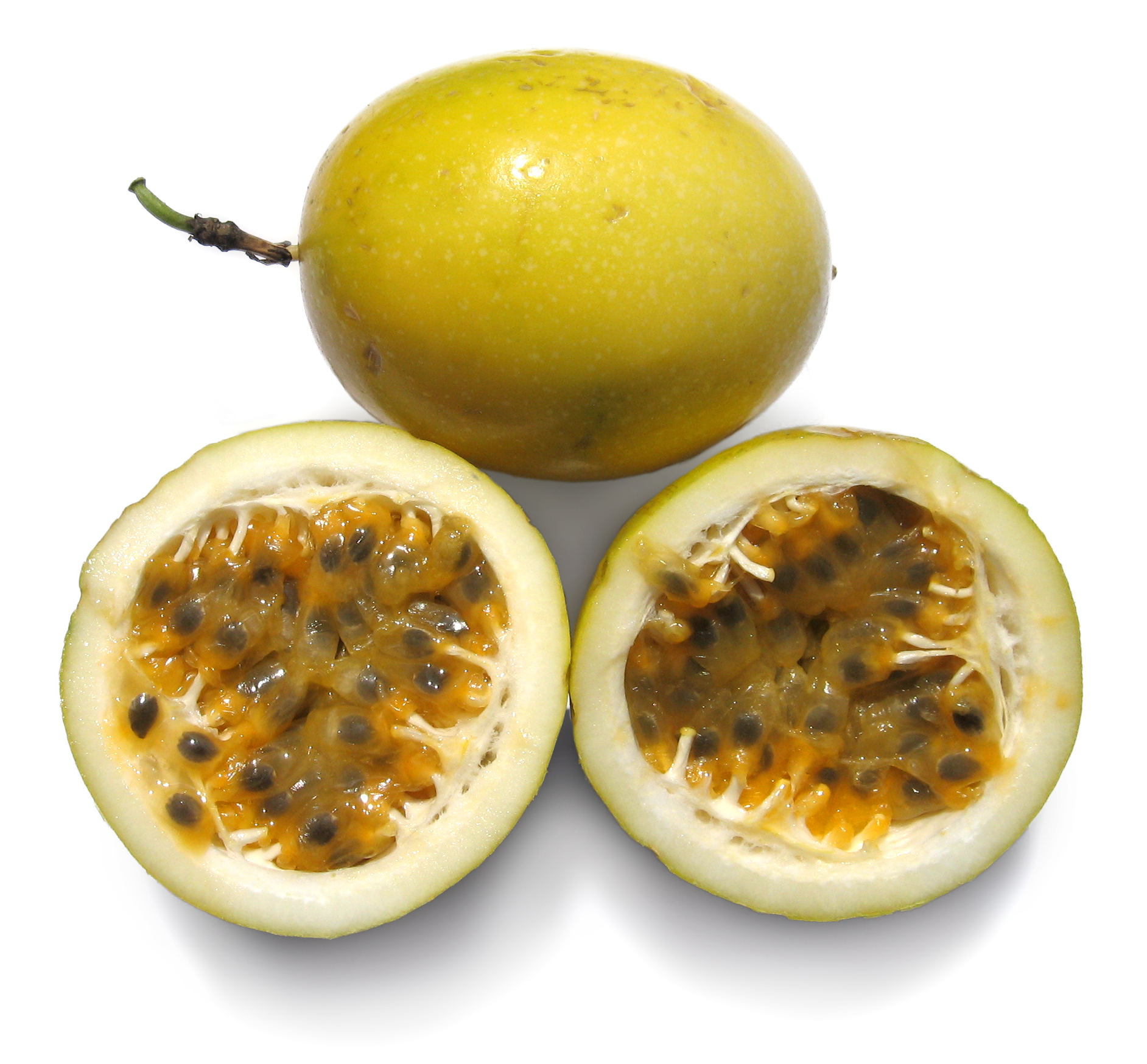
Passiflora edulis forma flavicarpa
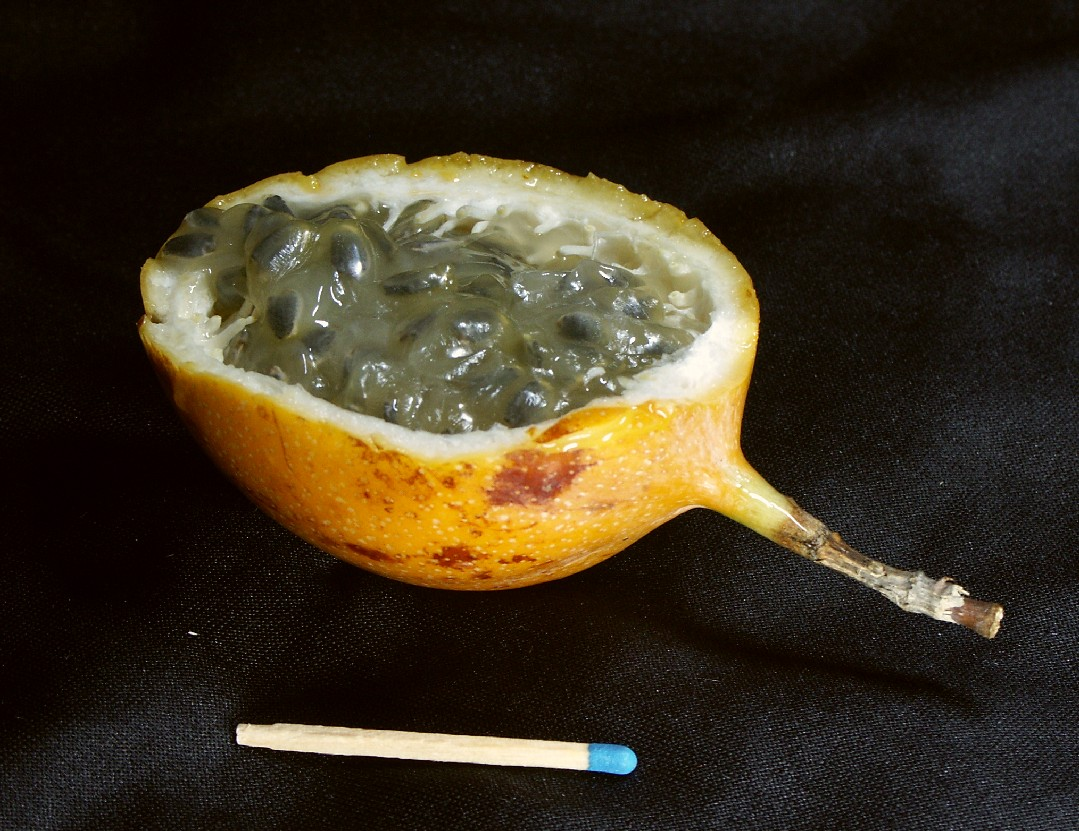
Passiflora ligularis
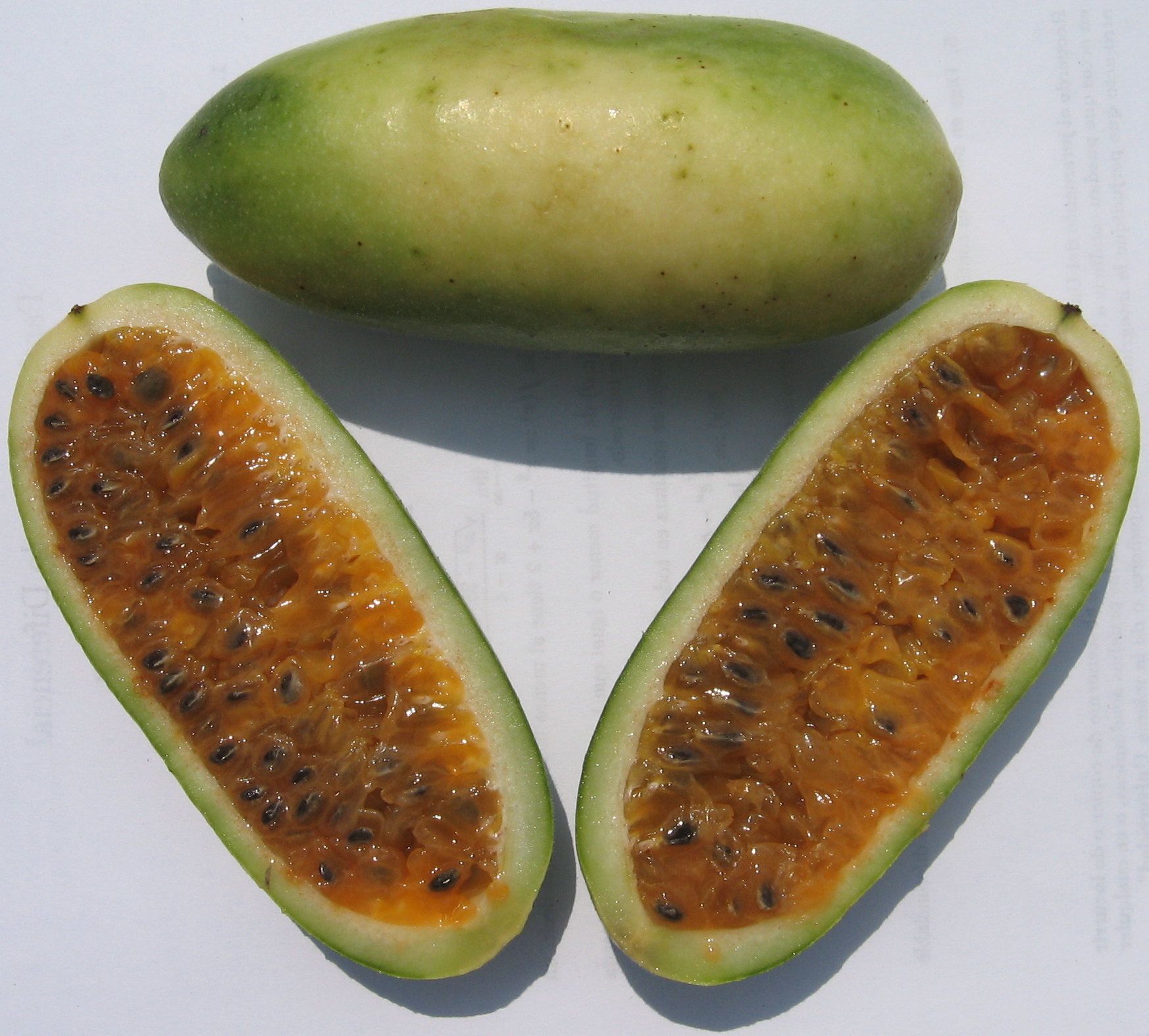
Curuba
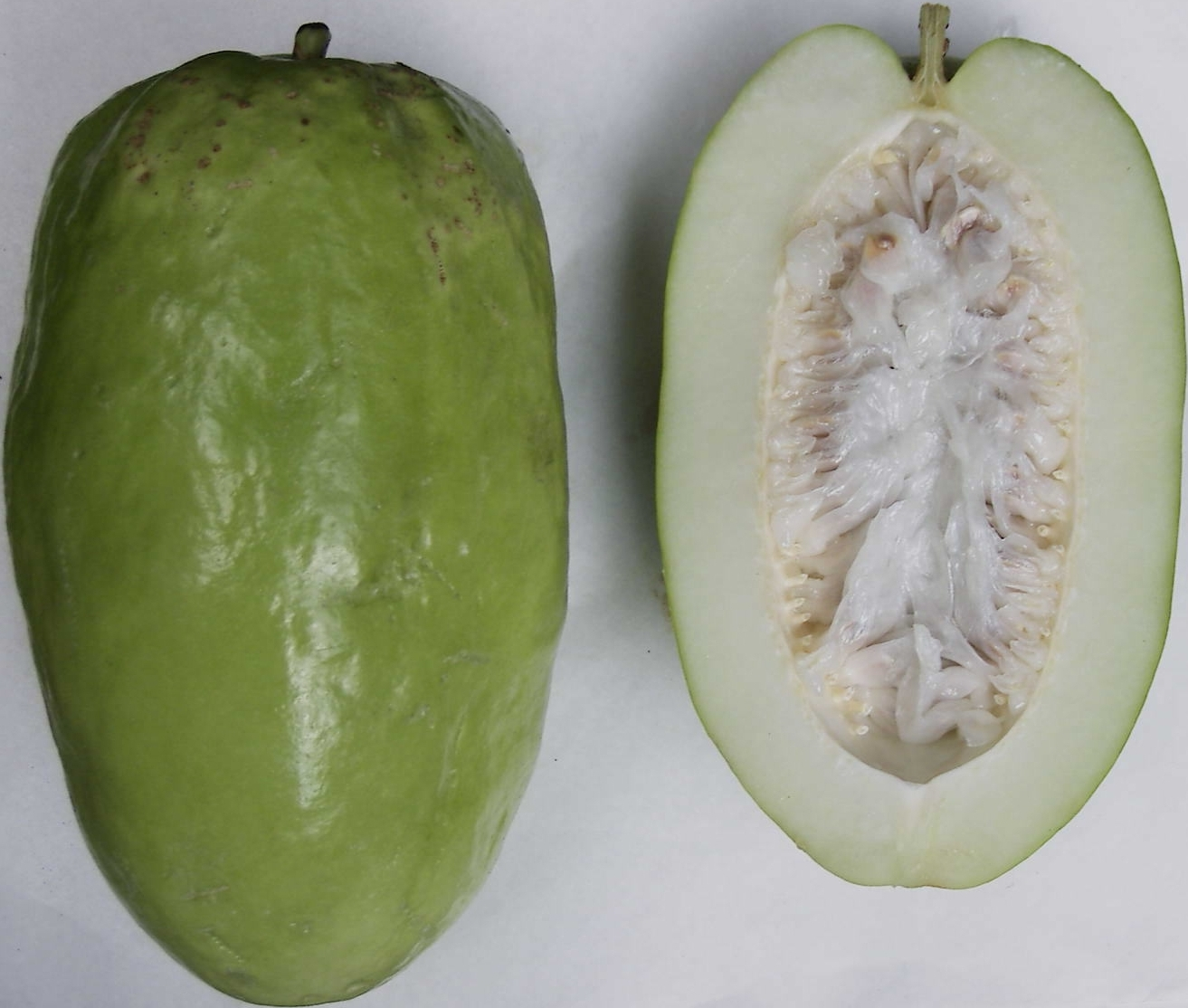
Passiflora quadrangularis
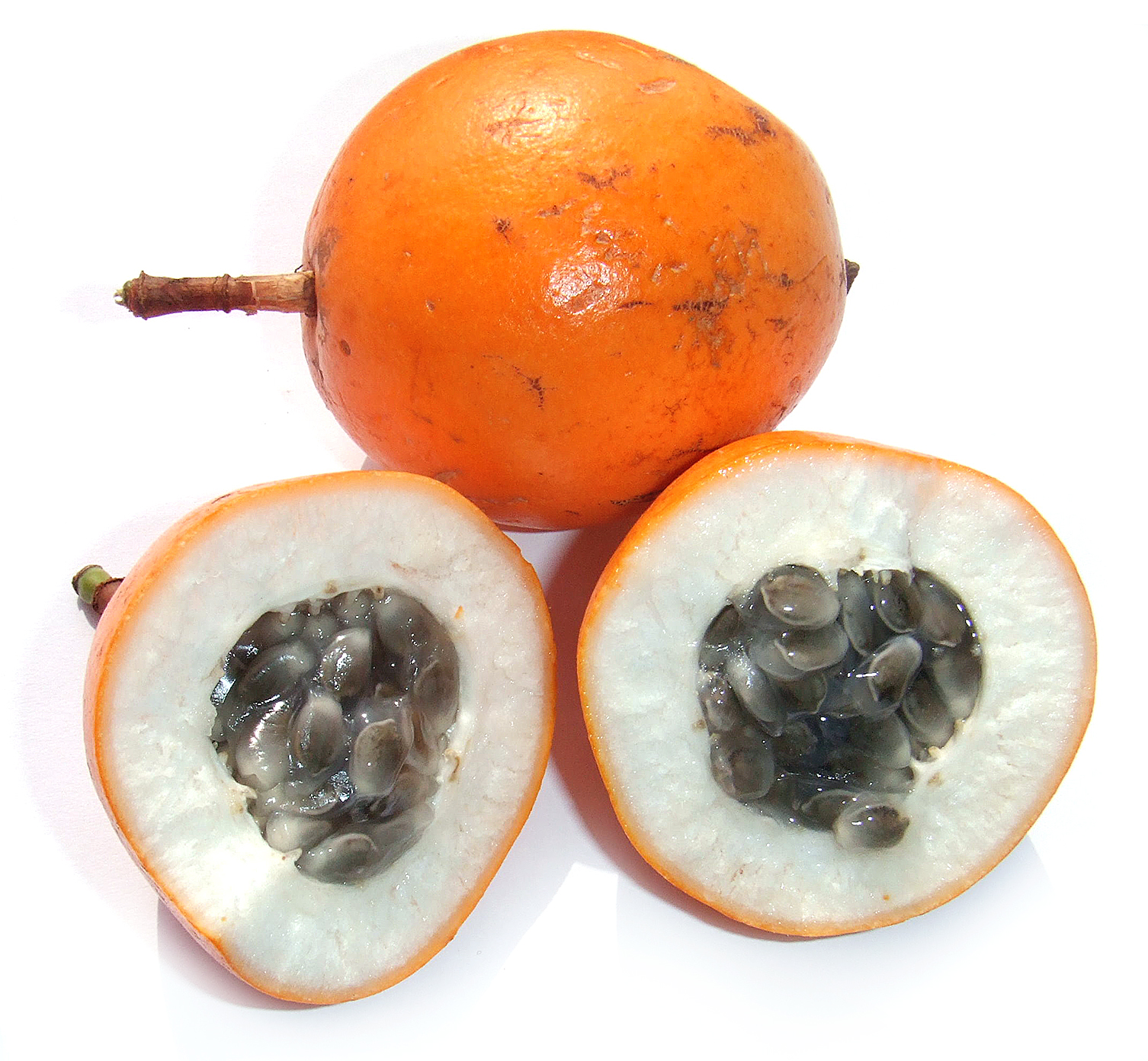
Passievrucht uit Suriname, vermoedelijk Passiflora laurifolia
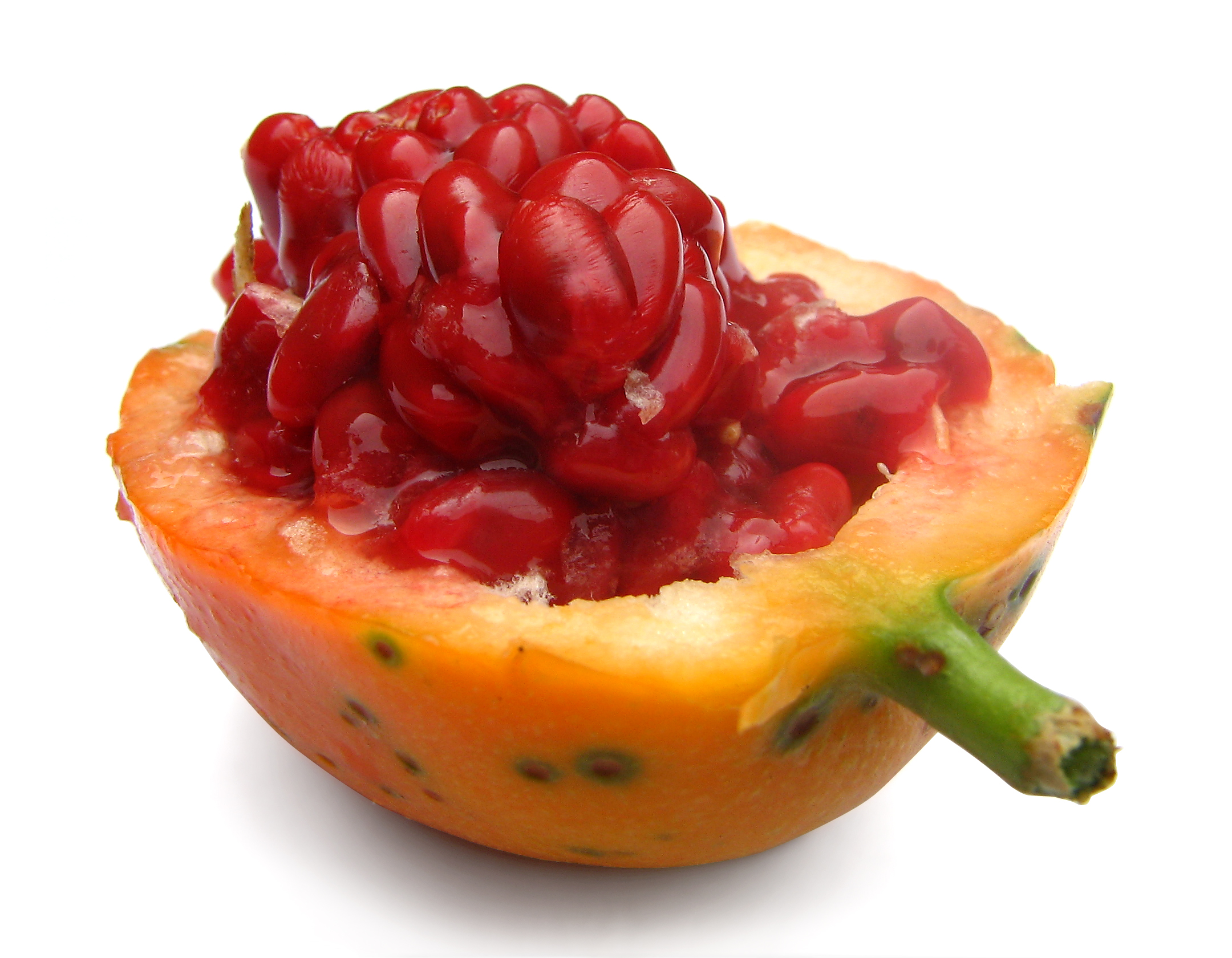
Passiflora caerulea
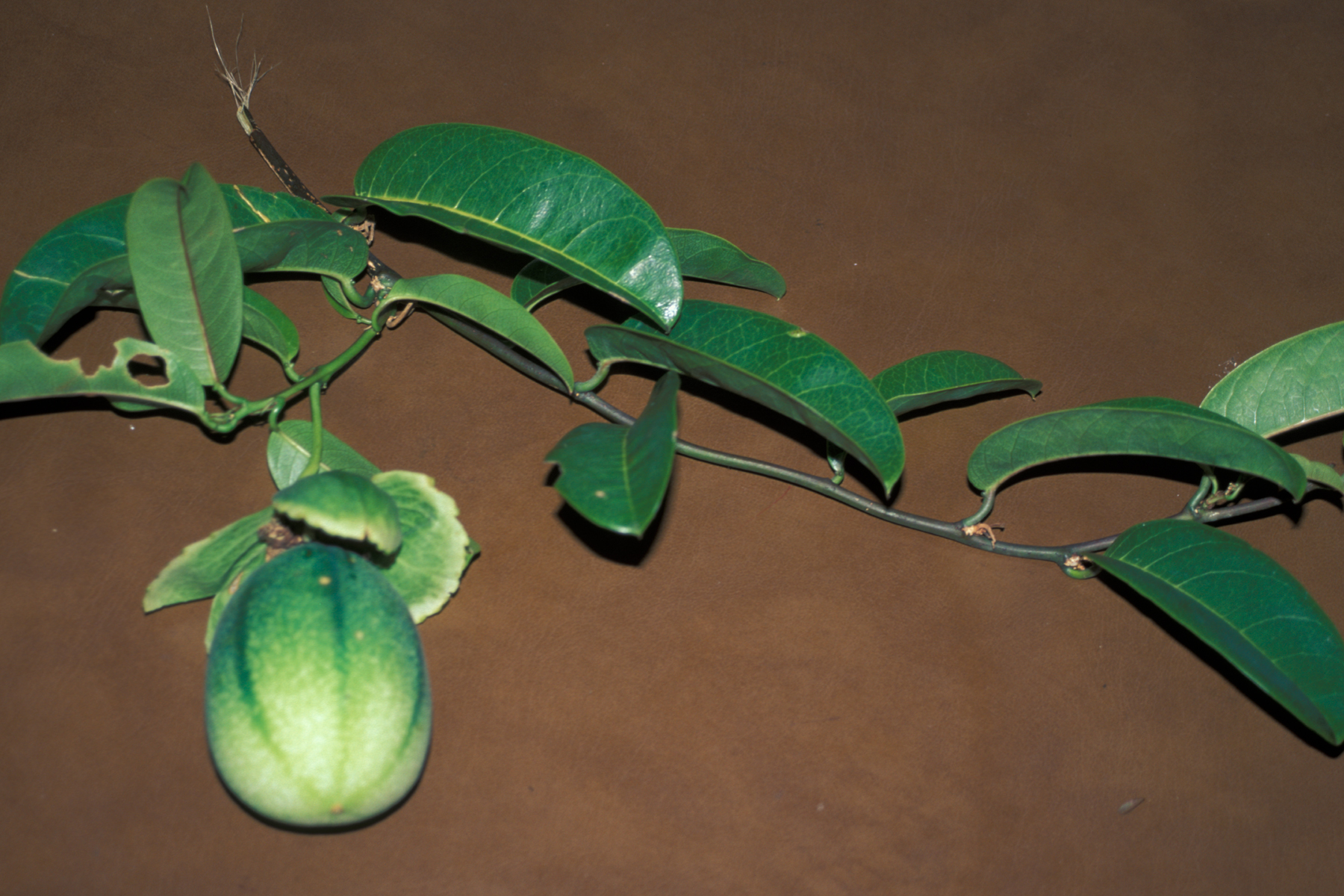
Passiflora laurifolia, onrijp